# Nicolaus Erici Seladius
Nicolaus Erici Seladius, född i Hycklinge socken, död 26 juni 1653 i Odensvi socken, han var en svensk kyrkoherde i Odensvi församling.

## Biografi
Nicolaus Erici Seladius föddes på Sellstad i Hycklinge socken. Han var son till bonden därstädes. Seladius blev 1600 student vid Uppsala universitet, Uppsala och prästvigdes 1 december 1608. Han blev 1611 kyrkoherde i Odensvi församling, Odensvi pastorat. Seladius avled 26 juni 1653 i Odensvi socken.
Ett porträtt av Seladius hänger i Odensvi kyrkas sakristia.

### Familj
Seladius gifte sig med Margaretha Larsdotter (död 1652). Hon var dotter till kyrkoherden Laurentius Matthiæ i Kvillinge socken. Margaretha Larsdotter hade tidigare varit gift med kyrkoherden Benedictus Nicolai Cornukindius i Odensvi socken.